# Skalin, Stargardzki
Skalin [ˈskalin] (Schellin của Đức) là một ngôi làng thuộc khu hành chính của Gmina Stargard, thuộc huyện Stargardzki, Zachodniopomorskie, ở phía tây bắc Ba Lan. Nó nằm khoảng 7 kilômét (4 mi) về phía tây của Stargard và 27 km (17 mi) về phía đông nam của thủ đô khu vực Szczecin.
Ngôi làng có dân số 485.